# 言継卿記
『言継卿記』（ときつぐきょうき）は、戦国期の公家、山科言継の日記。1527年（大永7年）から1576年（天正4年）のほぼ50年に渡って書かれているが、散逸部分も少なくない。
日記に登場する人名は数多く、武家に限ってもおよそ1200人を超える。その内容は皇室御領や有職故実、医薬・音楽・文学・芸能、京都の町衆や武士などによる政治動向、社会的事件まで広範にわたっている。戦国時代の日記はその数が限られるなか、『言継卿記』においては長期にわたる記述が自筆原本の形で今日まで伝わっている。また、貴族でありながら庶民と積極的に交流し、市井の人々の日常生活をうかがうことができる記録という点においても特異な史料である。
言継による自筆本は山科家に受け継がれ、日次記35冊、別記4冊が現存している。日次記のうち天正4年（1576年）分は京都大学、別記のうち3冊は天理図書館、それら以外は東京大学史料編纂所の所蔵となっている。刊本には、『言継卿記』（国書刊行会、1914年-1915年；全4巻）、国書刊行会版から漏れていた永禄元年・同2年・天正4年分が含まれる『言継卿記　新訂増補版』（続群書類従完成会／八木書店、1965年-1972年；全6巻）、天理図書館所蔵の別記は『天理図書館善本叢書　和書之部第72巻　古道集』1（八木書店、1986年）に影印が、紙背文書は『史料纂集 古文書編2』言継卿記紙背文書第1（続群書類従完成会／八木書店、1972年）および『史料纂集 古文書編35』言継卿記紙背文書第2（続群書類従完成会／八木書店、2003年）におさめられている。
一年分をまとめて冊子にして、表紙の扉の表には甲子・土用入など注意を要する日付を列記し、扉の裏には天皇の年齢と「御哀日」、自身の家族の年齢と「衰日」を列記している。
経済的に困窮していた言継は、その医薬の知識を用いて製薬の副業を営んでいた。永禄9年（1566年）、自らの妻が瘧病に罹患した際には、その病状を記録している。この診療録は「中世における瘧病症状の記録として医学史上極めて貴重な史料」（服部敏良）と評価されている。